# Ubinas (vulkaan)
Ubinas is de actiefste vulkaan van Peru. De vulkaan is gelegen in het zuiden van Peru, zo'n 900 kilometer ten zuiden van Lima. Aan de voet ligt de stad Querapi.
De Ubinas heeft een hoogte van 5.672 meter en de krater heeft een bijzonder grote omvang, namelijk circa 1,2 kilometer breed. De vulkaan is relatief jong. Het bijzondere aan Ubinas is dat hij as uitspuugt en geen lava.
In 2006 werd de Ubinas weer actief en spuugde hij grote hoeveelheden as uit. Duizenden Peruanen, die in de buurt van de vulkaan wonen, ondervinden er problemen van, vooral dan gezondheidsproblemen. Tevens werd het vliegverkeer ernstig gehinderd door de uitbarstingen. Op 15 april 2006 bereikte de aswolk zelfs een hoogte van 9 kilometer. De noodtoestand werd uitgeroepen en mensen rondom de vulkaan werden geëvacueerd en het veilige gebied rondom de vulkaan werd steeds kleiner.
Ook in 2014 toonde de vulkaan activiteit met een grote aspluim.

## Galerij

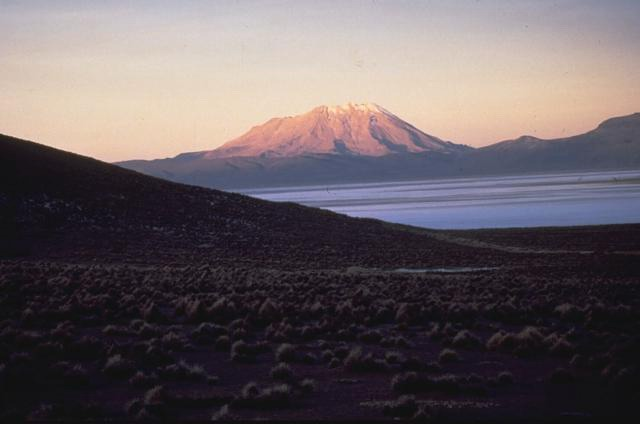
Ubinas
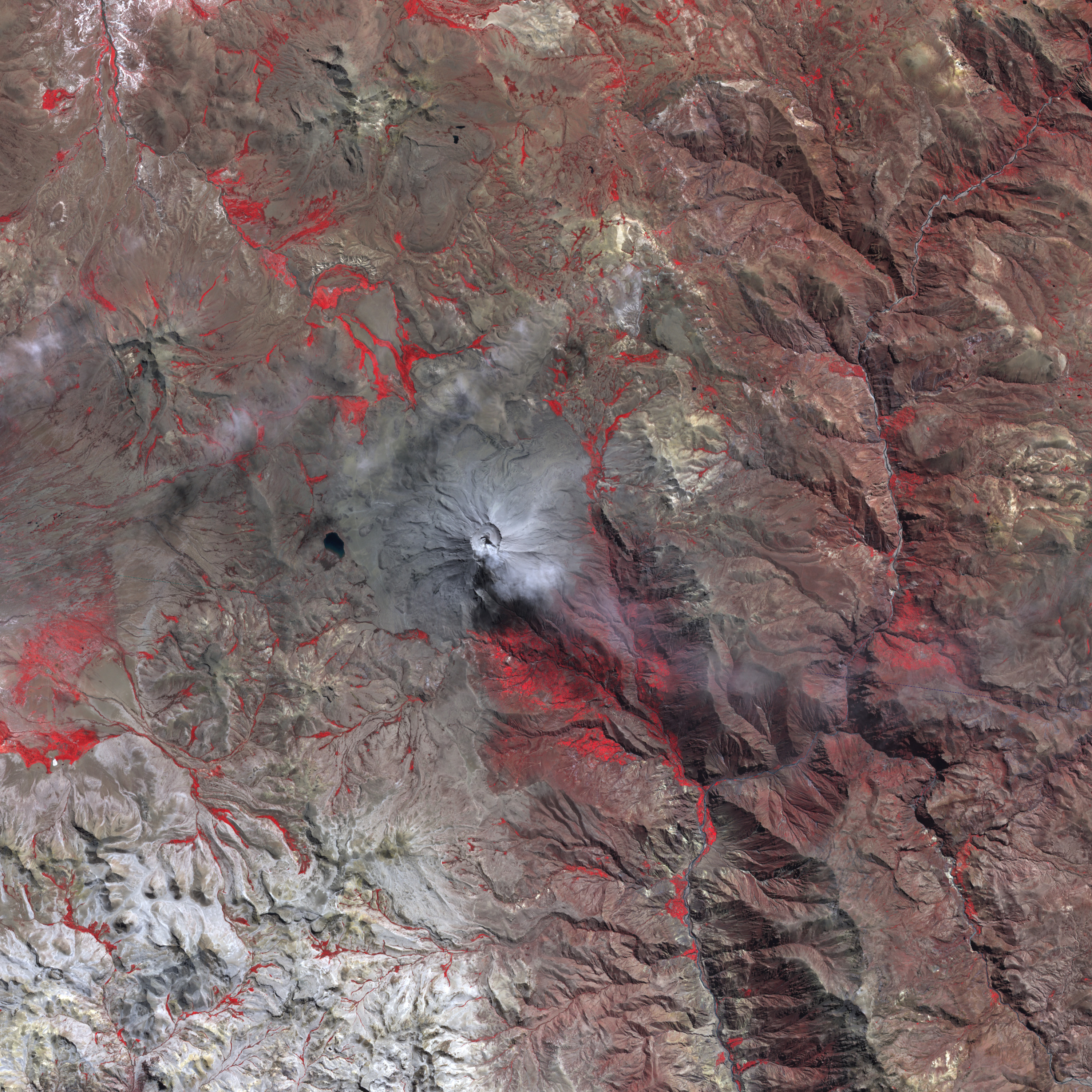
Satellietfoto Mount Ubinas 8 mei 2006 (NASA)
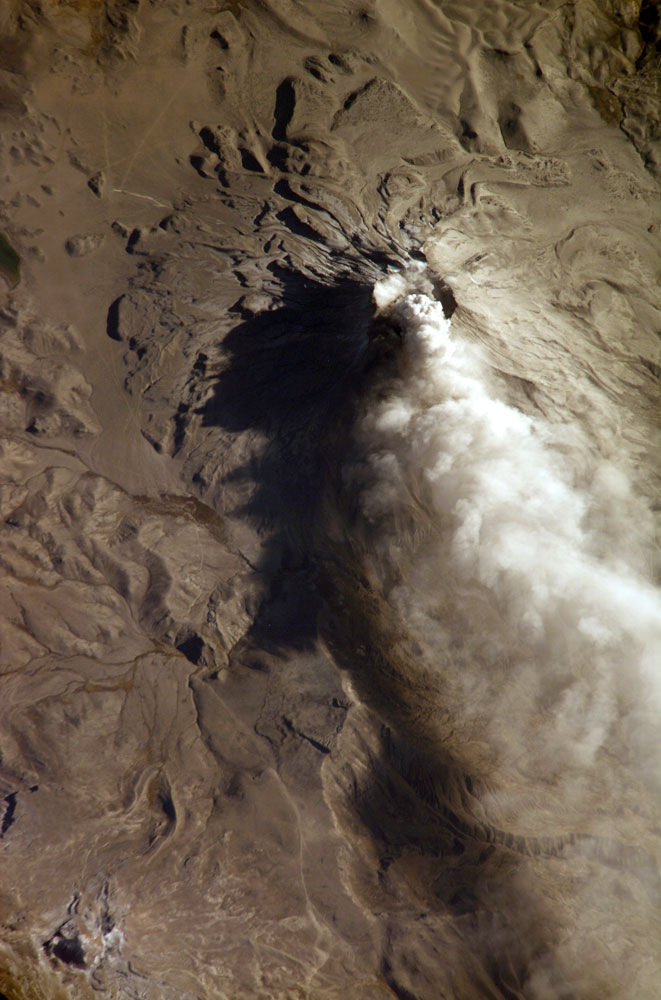
Ubinas produceert een aswolk